# Markus Nagel
Markus Nagel (Karlsruhe, 7 de abril de 1968) es un deportista alemán que compitió para la RFA en ciclismo en la modalidad de pista. Ganó una medalla de bronce en el Campeonato Mundial de Ciclismo en Pista de 1990, en la prueba de tándem.

## Medallero internacional
| Campeonato Mundial | Campeonato Mundial | Campeonato Mundial | Campeonato Mundial |
| Año                | Lugar              | Medalla            | Competición        |
| ------------------ | ------------------ | ------------------ | ------------------ |
| 1990               | Maebashi (Japón)   | Medalla de bronce  | Tándem (A)         |